# Rapaluoto (ö i Norra Savolax, Kuopio)
Rapaluoto är en ö i Finland. Den ligger i sjön Juurusvesi och Akonvesi och i kommunen Siilinjärvi i den ekonomiska regionen  Kuopio ekonomiska region  och landskapet Norra Savolax, i den centrala delen av landet, 400 km norr om huvudstaden Helsingfors. Öns area är 0,2 hektar och dess största längd är 120 meter i nord-sydlig riktning.